# Erster Niederösterreichischer Arbeiter-Konsumverein
Der Erste niederösterreichische Arbeiter-Consumverein war eine am 10. Oktober 1864 von 17 Fünfhausner Wollwebergesellen gegründete Wiener Konsumgenossenschaft.

## Geschichte
Die Gründung fand im Gasthaus Zum Grünen Baum in der damaligen Schwanengasse (heute Wien 15., Clementinengasse 17) statt. Jeder der Genossenschaftler verpflichtete sich, wöchentlich 10 Kreuzer dem gemeinsamen Einkauf zu widmen. Am Ende des ersten Monats konnte bereits ein erster Sack Mehl gemeinsam erworben werden.
Die erfolgreiche Gründung zählte im Frühjahr 1865 bereits mehr als 100 Mitglieder. Im Juli 1865 konnte die Selchküche eines Gasthauses angemietet werden. Dort wurden neben Mehl auch Brot, Reis, Schmalz, Kerzen, Seife und Obst vertrieben. Die Verkaufskräfte waren ehrenamtliche Mitarbeiter, die Öffnungszeiten waren jeden Samstag und Montag nach Arbeitsschluss sowie Sonntag vormittags.
Am 9. Oktober 1865 entstand durch behördliche Genehmigung der Statuten ein Verein im Sinne des Vereinsgesetzes. Jedes Mitglied verpflichtete sich, 5 Gulden in Wochenraten von 10 Kreuzern einzuzahlen.
Der Verein stand mit dem ebenfalls 1865 gegründeten Arbeiter-Spar- und Konsumverein Fünfhaus, einer Initiative von Seidenwebern, am Beginn der über Jahrzehnte erfolgreichen konsumgenossenschaftlichen Organisation der Wiener Arbeiterschaft. Beide Vereine hatten ihre Mitglieder vornehmlich in Meidling, Fünfhaus und Rudolfsheim.
1866 errichtete der Erste Niederösterreichische Arbeiter-Consumverein seine erste Verkaufsstelle, 1869 eine zweite. 1870 wurde ein Gebäude in der Herklotzgasse 31 im 15. Bezirk erworben und als Zentrale ausgebaut. Die dazu nötigen Mittel kamen großteils aus Spenden – auch der Kaiser gewährte die erbetene „allergnädigste Unterstützung“.
Der Erste Niederösterreichische Arbeiter-Konsumverein entwickelte sich über Jahrzehnte in gedeihlichem und solidem Aufbau. 1898 beschloss die Generalversammlung der Genossenschaft die Errichtung einer eigenen Bäckerei in der Wolfganggasse 58–60 im heutigen 12. Bezirk. Die Anlage in der Wolfganggasse wurde zum Zentrum der Eigenproduktion des Konsumvereins.
1913 wurde der Bau des Konsumvereinsgebäudes in Mödling, Neudorferstraße 10, beschlossen. Dieser Bau wurde im Jugendstil errichtet und zählt zu den berühmtesten Werken von Hubert Gessner, einem Schüler Otto Wagners. Es ist das letzte erhaltene Vereinshaus des Konsumvereins in Österreich.
Im ersten Jahrzehnt des 20. Jahrhunderts geriet der etablierte Konsumverein in einen zum Teil aggressiv geführten Konkurrenzkampf mit dem stärker parteipolitisch orientierten Konsumverein Vorwärts, der dank der Leitung von Benno Karpeles das Wohlwollen der neu gegründeten Großeinkaufsgesellschaft GöC besaß. Die GöC beteiligte sich auch an dem riskanten Experiment der Errichtung der neuen Hammerbrotwerke, die 1909, praktisch gleichzeitig mit dem Ausbau der Bäckerei in der Wolfganggasse, fertig wurden.
Nach dem Ersten Weltkrieg gelang es, diese Konkurrenzphase zu überwinden. 1920 vereinigten sich die vier großen Wiener Arbeiterkonsumvereine im April erst zu einer Einkaufsgemeinschaft und Ende September zu einer einheitlichen Großgenossenschaft. Der Konsumverein Vorwärts, der Arbeiterkonsumverein Fünfhaus und der Arbeiterkonsumverein Donaustadt übergaben ihre Vermögenswerte dem Ersten Niederösterreichischen Arbeiterkonsumverein. Die Mitglieder der sich auflösenden Konsumvereine traten dem Ersten Niederösterreichische Arbeiter-Konsumverein bei, der am 1. November 1920 seinen Namen änderte in Konsumgenossenschaft Wien und Umgebung (KGW). Die KGW war mit über 100.000 Mitgliedern damals die größte (Arbeiter-)Konsumgenossenschaft der Welt.
Die Fusion mit der 1862 gegründeten bürgerlichen Konsumgenossenschaft Erster Wiener Consum-Verein erfolgte erst 1939 durch die Nationalsozialisten im Zuge der Gleichschaltung und Eingliederung in den Versorgungsring Wien. 1978 war die KGW de facto die übernehmende Organisation bei der Großfusion zum Konsum Österreich.